# Médina Gounass
Médina Gounass ist einer der fünf Stadtbezirke der Großstadt Ville de Guédiawaye in der Metropolregion Dakar, gelegen im zentralen Westen Senegals. Die Stadtbezirke von Guédiawaye haben jeweils den Status einer Gemeinde (commune).

## Geografie
Médina Gounass liegt als einziger Stadtbezirk von Guédiawaye im Binnenland des Flaschenhalses der Cap-Vert-Halbinsel, zwei Kilometer von der Grande-Côte im Norden und dreieinhalb Kilometer von der Südküste entfernt.
Der Stadtbezirk hat eine Fläche von 0,7327 km². Médina Gounass ist mit Ndiarème Limamoulaye sowohl nach Größe der Einwohnerzahl als auch nach Fläche etwa gleich groß. Beide nehmen diesbezüglich in Guédiawaye unter den Stadtbezirken die beiden letzten Plätze ein. Wie alle Stadtbezirke von Guédiawaye ist auch Médina Gounass fast vollständig bebaut und er weist unter ihnen die höchste Bevölkerungsdichte auf. Alle Bezirke gehen baulich nahtlos ineinander über. Auch mit den ebenfalls sehr dicht bevölkerten südlichen Nachbarkommunen Yeumbeul Sud des Départements Keur Massar und Djidah Thiaroye Kao der Ville de Pikine ist Médina Gounass baulich zusammengewachsen.

## Geschichte
Im Jahr 1996 wurde die städtische Kommune Guédiawaye in die fünf communes d’arrondissement Golf Sud, Sam Notaire, Wakhinane Nimzatt, Ndiarème Limamoulaye und Médina Gounass unterteilt und diese wiederum wurden in der Großstadt Ville de Guédiawaye zusammengefasst; ähnlich der kommunalen Gliederung der Hauptstadt Dakar. Im Jahr 2014 erhielt Médina Gounass, wie in Senegal alle communes d'arrondissement, den landesweit einheitlichen Status einer Gemeinde (commune).

## Bevölkerung
Die letzten Volkszählungen ergaben für den Stadtbezirk jeweils folgende Einwohnerzahlen:
| Jahr | Einwohner |
| ---- | --------- |
| 2002 | 34.195    |
| 2013 | 33.761    |
| 2023 | 36.588    |

## Verkehr
Médina Gounass liegt abseits der Verkehrsachsen der Cap-Vert-Halbinsel, auf denen der West-Ost-Verkehr zwischen der Metropole Dakar und dem Rest des Landes fließt. Südlich vorbei führen die Nationalstraße N 1, ferner die Bahnstrecke Dakar–Niger, und die mautpflichtige Autoroute 1 und nördlich vorbei entlang des Strandes der Atlantikküste führt die vierstreifige Schnellstraße Voie de Dégagement Nord (VDN).
An der westlichen Grenze von Médina Gounass, am Ende des Boulevard El Hadj Omar Tall, liegt der große Busbahnhof Terminus d'autobus Guédiawaye.